# Iridomyrmex anceps
Iridomyrmex anceps é uma espécie de formiga do gênero Iridomyrmex.